# Jodo
Jodo, stavens väg, är en budokonst med rötter i 1600-talets Japan. Traditionen går tillbaka till Muso Gonnosuke som grundade Shindo Muso Ryu. I nutid tränas fortfarande former ur Shindo Muso Ryu, inte bara i Japan utan också internationellt. 
I modern tid togs jodo in i organisationen Zen Nihon Kendo Renmei (All-japanska kendoförbundet) och i slutet av 1960-talet, under ledning av Shimizu Takaji, den 25:e shihan av Shindo Muso Ryu, skapades Zen Nihon Kendo Renmei Seitei Kata, allmänt kallad seiteigata, som består av 12 former. 
Formerna som tränas, kata, är förutbestämda serier av attacker och pareringar som utförs parvis. Den ena partern har en jo, staven av ek som är 128cm lång, den andre har en bokuto, en svärdsatrapp av trä. Utövarna är klädda i keikogi och hakama, liknande de som används i kendo och iaido.
Seitei-Jodo är i Sverige organiserad i Svenska Budo- och Kampsportsförbundets kendosektion som i sin tur representerar Sverige i European Kendo Federation, EKF, och International Kendo Federation, IKF.
Huvudskolan Shinto Muso-ryu är också representerad i Sverige. Stockholm Jodo Kai i Kaminoda Tsunemori organisation och Östersunds Budo Kai i Pascal Kriegers Europeiska Jodo Federation.